# カルピスバター
カルピスバターは、カルピス（二代目法人）が製造・販売するバターの通称。業務用のカルピス(株)バターと市販用のカルピス(株)特撰バターがある。

## 概要
1942年（昭和17年）より販売開始。カルピスを作る工程で牛乳から乳脂肪を分離するときにできる脂肪分（クリーム）から製造される。カルピス30数本から1ポンド（450g）のバターしか作れないため、単独の製品として大量生産はできない。カルピス用につくられた乳を使っているために、製品の純白な色も特徴である。同様にカルピス製造工程での乳脂肪分を活用した製品として、業務用生クリーム「カルピス(株)フレッシュクリーム」も販売されている。
当初は業務用のバターとして出荷されていたが、プロの間での高い評価が噂を呼び、その後1981年（昭和56年）からは「カルピス(株)特撰バター」として一般向けにも発売された。上記の理由から大量生産ができず、積極的な広告などもほとんどされなかったことから「幻のバター」とも呼ばれている。
値段は2023年（令和5年）1月現在、有塩450gが税別1,457円、無塩450gが税別1,507円で、通常のバターの約2倍高価である。
なお、会社としてのカルピスが販売するバターであり、製品としての「カルピス」は含まれていない事から「カルピス(株)バター」と表記されており、また「カルピス」のブランドロゴも使用されていない。2016年（平成28年）にカルピス社の飲料商品の販売元がアサヒ飲料に、2020年（令和2年）にカルピス社の健康食品・サプリメントの各種商品の販売元がアサヒカルピスウェルネス（現・アサヒグループ食品）にそれぞれ移管された後も、バター・生クリームについては引き続きカルピス社から販売されている。

## 沿革
- 1963年 業務用＜特撰バター＞を発売
- 1981年 一般向け『特選バター』を発売

## 商品ラインナップ
- 特撰バター
  - 特撰バター・有塩
  - 特撰バター・食塩不使用
- ソフトタイプバター
  - ソフトバター
  - ガーリックバター
  - 発酵バター
  - シナモン＆シュガーバター